# Myzotarsa anaxiphilius
Myzotarsa anaxiphilius är en kräftdjursart som beskrevs av Cadien och Martin 1999. Myzotarsa anaxiphilius ingår i släktet Myzotarsa och familjen Pleustidae. Inga underarter finns listade i Catalogue of Life.